# Alexander König
Alexander König (23 agosto 1966) è un ex pattinatore artistico su ghiaccio tedesco, specializzato nel pattinaggio artistico su ghiaccio a coppie.

## Risultati

### Individuale maschile
| Internazionali                     | Internazionali | Internazionali | Internazionali | Internazionali |
| Evento                             | 1980–81        | 1981–82        | 1982–83        | 1983–84        |
| ---------------------------------- | -------------- | -------------- | -------------- | -------------- |
| Campionati europei                 |                | R              |                |                |
| Blue Swords                        |                | 1°             |                |                |
| Internazionali: Junior             |                |                |                |                |
| Campionati mondiali                |                | 3°             |                |                |
| Nazionali                          |                |                |                |                |
| Campionati della Germania dell'Est | 3°             |                | 3°             | 2°             |
| R = Ritirato                       |                |                |                |                |

### Coppie con Peggy Schwarz
| Internazionali                     | Internazionali | Internazionali | Internazionali | Internazionali | Internazionali | Internazionali | Internazionali | Internazionali |
| Evento                             | 1986–87        | 1987–88        | 1988–89        | 1989–90        | 1990–91        | 1991–92        | 1992–93        | 1993–94        |
| ---------------------------------- | -------------- | -------------- | -------------- | -------------- | -------------- | -------------- | -------------- | -------------- |
| Giochi olimpici invernali          |                | 7°             |                |                |                | 7°             |                | 7°             |
| Campionati mondiali                |                |                | 4°             | 10°            | 7°             | 6°             | 12°            | 9°             |
| Campionati europei                 |                | 3°             |                | 4°             |                | 5°             | 5°             | 7°             |
| Nations Cup                        |                |                |                | 2°             |                |                |                |                |
| NHK Trophy                         |                |                |                |                | 7°             |                |                |                |
| Skate America                      |                |                |                | 3°             |                | 3°             |                |                |
| Skate Canada                       |                |                | 2°             | 4°             |                |                |                |                |
| Nazionali                          |                |                |                |                |                |                |                |                |
| Campionati tedeschi                |                |                |                |                | 2°             | 1°             | R              | 2°             |
| Campionati della Germania dell'Est | 3°             | 1°             |                |                |                |                |                |                |
| R = Ritirati                       |                |                |                |                |                |                |                |                |